# The King of Fighters XII
The King of Fighters XII est un jeu de combat en 2D de la série The King of Fighters, développé par SNK Playmore. Il est sorti en avril 2009 sur borne d'arcade au Japon. La version console pour PlayStation 3 et Xbox 360 est sortie mondialement le 28 juillet de la même année.

## Système de jeu
The King of Fighters XII conserve le traditionnel système opposant des équipes de trois personnages. Un match peut aller jusqu'à cinq rounds au maximum (sauf exception du double KO).
The King of Fighters XII introduit le système de critical counter (littéralement traduit par « contre critique ») offrant au joueur un court laps de temps pour attaquer l'adversaire via un enchaînement de coups sans qu'il puisse se défendre. À la fin du temps donné, le joueur peut terminer par un mouvement spécial.
Un système de Clash est automatiquement enclenché dès que les 2 joueurs donnent un coup normal au même moment au corps à corps, générant un effet de « cassure » et repoussant les deux personnages.
Tout comme The King of Fighters '98 et The King of Fighters 2002, le jeu ne propose pas de mode histoire permettant ainsi le retour de plusieurs personnages qui dépendaient des séries antérieurs. Ainsi, il n'y a aucune équipe prédéfinie laissant le choix au joueur de la composer.
Le jeu ne propose pas non plus de boss ni de fin.
Le jeu revient au mode standard des 4 boutons (poing/pied faible et poing/pied fort). Le joueur peut toujours courir sur l'adversaire (le dash), faire un écart vers l'arrière (backstep) et faire une roulade (en avant comme en arrière). Le casse garde des épisodes précédents peut désormais être effectué à n'importe quel moment.

## Personnages
The King of Fighters XII dispose d'une sélection de 22 personnages dont deux exclusifs aux versions consoles.
À l'exception de la Hero Team de The King of Fighters 2003 et l'arrivée de Raiden de la série des Fatal Fury, la liste des personnages est principalement composée des premiers King of Fighters (94 à 98). La majorité d'entre eux revêtirent leur vêtement classique ou d'avant-KOF (Kensou et Athena portent leur vêtement de soldat Psycho) ainsi que leurs mouvements comme l'ont voulu l'équipe de SNK Playmore. En effet, il souhaitait revenir aux sources de la série The King of Fighters.
Raiden devait cependant figurer sans son masque comme dans Fatal Fury 2, Big Bear; dans le but d'ajouter plus de « méchants », l'équipe décida d'intégrer sa forme de mini-boss comme dans le premier volet de Fatal Fury.
Contrairement aux épisodes précédents de la série, le jeu ne propose pas d'équipes officielles malgré la présence d'anciens membres qui aurait pu reconstituer, par exemple, l'équipe originale du Japon ou de Fatal Fury. Néanmoins le joueur est amené à choisir 3 personnages de son choix afin de former sa propre équipe, parmi les personnages suivants :
- Andy Bogard
- Ash Crimson
- Athena Asamiya
- Benimaru Nikaido
- Chin Gentsai
- Clark Still
- Duo Lon
- Goro Daimon
- Iori Yagami
- Joe Higashi
- Kim Kaphwan
- Kyo Kusanagi
- Leona Heidern
- Raiden
- Ralf Jones
- Robert Garcia
- Ryo Sakazaki
- Shen Woo
- Sie Kensou
- Terry Bogard

Personnages exclusifs à la version console:
- Elisabeth Blanctorche
- Mature

## Autres médias
SNK Playmore développa la série KOF XII Tokusetsu Corner pour Yahoo et le réseau i-mode sur téléphone portable le 1er août 2008. Ils écrivirent initialement quatre histoires basés sur les personnages de la série. Quelques mois plus tard, SNK Playmore les publièrent sur le site officiel du jeu ainsi que plusieurs autres tels que ceux d'Athena Asamiya, Shen Woo et Kim Kaphwan. En avril 2009, Lucky Dragon Comics et Animation LTD publieront un manga basé sur la nouvelle série de KOF XII et KOF 2002: Unlimited Match. Il sera écrit par Nekketsu Otto et illustré par Khoo Fuk Lung.